# Campeonato Sul-Mato-Grossense 1993
In 1993 werd het vijftiende Campeonato Sul-Mato-Grossense gespeeld voor voetbalclubs uit de Braziliaanse staat Mato Grosso do Sul. De competitie werd georganiseerd door de Federação de Futebol de Mato Grosso do Sul. Comercial werd kampioen. 

## Eindstand
| Plaats | Club         | Wed. | W  | G | V | Saldo | Ptn. |
| ------ | ------------ | ---- | -- | - | - | ----- | ---- |
| 1.     | Comercial    | 18   | 12 | 4 | 2 | 36:8  | 28   |
| 2.     | Operário     | 18   | 10 | 6 | 2 | 34:10 | 26   |
| 3.     | Dom Bosco    | 15   | 6  | 2 | 7 | 16:26 | 14   |
| 4.     | Chapadão     | 15   | 3  | 6 | 6 | 9:13  | 12   |
| 5.     | Taveirópolis | 10   | 1  | 1 | 8 | 6:24  | 3    |
| 6.     | Maracaju     | 10   | 0  | 3 | 7 | 3:23  | 3    |

|  | Kampioen |

### Kampioen
| Campeonato Sul-Mato-Grossense de 1993 |
| Mato Grosso do Sul                    |
| ------------------------------------- |
| COMERCIAL Kampioen (4° titel)         |